# Distretto di Kahmard
Kahmard è un distretto della provincia di Bamiyan, nell'Afghanistan centrale. Si trova ad un'altitudine di 1.475 m s.l.m. ed ha una popolazione di 17.643 abitanti. Kahmard si trova a 140 chilometri da Bamiyan, nel nord della provincia, ed è diviso in cinque valli (Hajar, Madr, Tangipushta, Ashpusht e DoAb-e-Mekh-I-Zarin).
Faceva parte della Provincia di Baghlan, ma nel 2005 una parte del distretto venne separata per formare il distretto di Sayghan.
Il fiume principale, l'Ajar, è un'importante fonte d'acqua.
Il distretto di Kahmard viene considerato relativamente ricco. Nel passato era un giardino di caccia per il vecchio re (Zahir Shah). Durante la guerra non ha subito danni eccessivamente pesanti.
Il distretto è stato però scosso da rivalità e conflitti armati tra Toofan, un governatore precedente di etnia tagika alleato di Khalili, e il comandante Rahmatullah, alleato di Mollawi Islamuddin (governatore della Provincia di Samangan.
A metà del giugno 2002 il distretto cadde nelle mani di Rhmatullah, legato ai talebani durante la guerra. In diversi luoghi del distretto sono stati violati i diritti umani.
Il 13 settembre 2002 Toofan lanciò un attacco al fine di prendere il controllo del distretto.
Il 26 settembre 2006 Atiq Saighani prese il controllo del distretto.